# Okręg wyborczy Manchester North East
Okręg wyborczy Manchester North East powstał w 1885 r. i wysyłał do brytyjskiej Izby Gmin jednego deputowanego. Okręg obejmował północno-wschodnią część Manchesteru. Został zlikwidowany w 1918 r.

## Deputowani do brytyjskiej Izby Gmin z okręgu Manchester North East
- 1885–1906: James Fergusson, Partia Konserwatywna
- 1906–1918: John Robert Clynes, Partia Pracy